# Encyocrypta kottae
Espèce
Encyocrypta kottae est une espèce d'araignées mygalomorphes de la famille des Barychelidae.

## Distribution
Cette espèce est endémique de Nouvelle-Calédonie. Elle se rencontre vers la Roche Percée.

## Description
La femelle holotype mesure 16 mm.

## Étymologie
Cette espèce est nommée en l'honneur de Patricia Kott.

## Publication originale
- Raven & Churchill, 1991 : A revision of the mygalomorph spider genus Encyocrypta Simon in New Caledonia (Araneae Barychelidae). Zoologia Neocaledonica, vol. 2, Mémoires du Muséum National d'Histoire Naturelle de Paris, sér. A, vol. 149, p. 31-86.